# Rhynchospora perrieri
Rhynchospora perrieri är en halvgräsart som beskrevs av Henri Chermezon. Rhynchospora perrieri ingår i släktet småag, och familjen halvgräs. Inga underarter finns listade i Catalogue of Life.